# Sciastes truncatus
Sciastes truncatus är en spindelart som först beskrevs av James Henry Emerton 1882.  Sciastes truncatus ingår i släktet Sciastes och familjen täckvävarspindlar. Inga underarter finns listade i Catalogue of Life.